# Willem Idenburg
Willem Idenburg (Gouda, 18 februari 1904 - Neustadt, 27 april 1945) was een Nederlands verzetsstrijder tijdens de Tweede Wereldoorlog.
Willem Idenburg, aannemer van stukadoorswerk van beroep, was lid van de Ordedienst en later van de Binnenlandse Strijdkrachten. In die functie maakte hij zich verdienstelijk zowel voor wat betreft het vervoer als het onderhoud der wapenen. Hij zorgde ook voor het vervoer van levensmiddelen t.b.v. onderduikers en behoeftige stadsgenoten. Talrijke persoonsbewijzen heeft hij doen vervalsen. Zo behartigde hij de belangen van onderduikers en Joden. Hij werd als gevolg van verraad in Gouda gearresteerd. Bij zijn arrestatie is door hem een absoluut stilzwijgen bewaard en de voormalige Goudse illegaliteit is zodoende voor ernstige gevolgen gespaard gebleven. Hij werd vervolgens via Scheveningen en Amersfoort naar concentratiekamp Neuengamme 30 km ten zuidoosten van Hamburg overgebracht. Eind april werden de gevangenen aan boord van schepen gebracht op de rede van Lübeck waar hij aan boord van de Cap Arcona overleed op 27 april 1945. Hij is begraven in Neustadt Holstein en in 1959 herbegraven op de erebegraafplaats te Loenen.
Willem Idenburg ligt op het Nederlands Ereveld Loenen begraven Vak E graf 417.
In Gouda is in de Verzetswijk een straat naar hem vernoemd: de Willem Idenburglaan.